# Fågelhund
Fågelhundar är raser av jakthundar som avlats fram för fågeljakt, men som ofta används även till annan småviltjakt. Idag används många av raserna framförallt som sällskapshundar, samt även som brukshundar, liksom till olika former av hundsport och utställningar.
Till och med 1994 var fågelhundar en särskild rasgrupp inom Nordisk Kennelunion (NKU). Från 1995 anslöt sig de nordiska kennelklubbarna till samma rasgruppsindelning som tillämpas av den internationella kennelfederationen Fédération Cynologique Internationale (FCI) och fågelhundarna fördelades på två grupper: dels Stående fågelhundar; dels Stötande och apporterande hundar. Till den senare gruppen hör även vattenhundarna som traditionellt även använts till annat apportarbete i vatten, exempelvis efter fiskeredskap.
Brittiska The Kennel Club (KC) liksom American Kennel Club (AKC), som ingendera är ansluten till FCI, har fortfarande kvar fågelhundar som samlad rasgrupp. I Storbritannien kallas de Gundogs och i USA för Sporting dogs.
En grupp fågelhundar utöver de nämnda är skällande fågelhundar, trädskällare, som alla tillhör de nordiska jaktspetsarna. Till dessa hör även norsk lundehund, specialiserad på jakt efter lunnefågel som numer är fridlyst.
De apporterande fågelhundarna utgörs i huvudsak av retriever och de stötande av spaniel. Rastyper för de stående fågelhundarna är setter, hundar av spanieltyp och hundar av braquetyp.

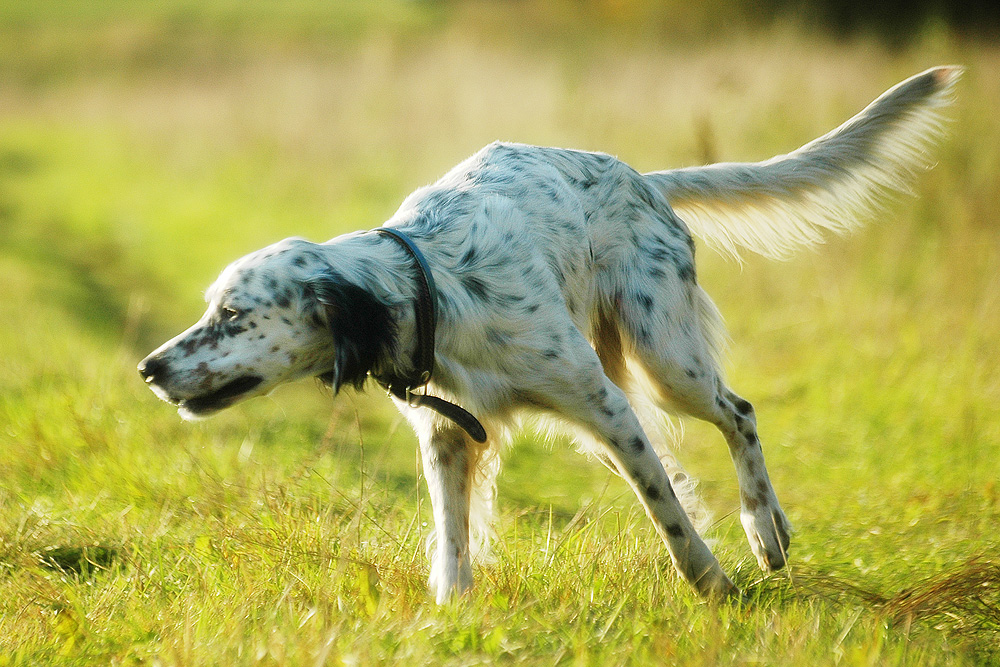
Engelsk setter, stående fågelhund.
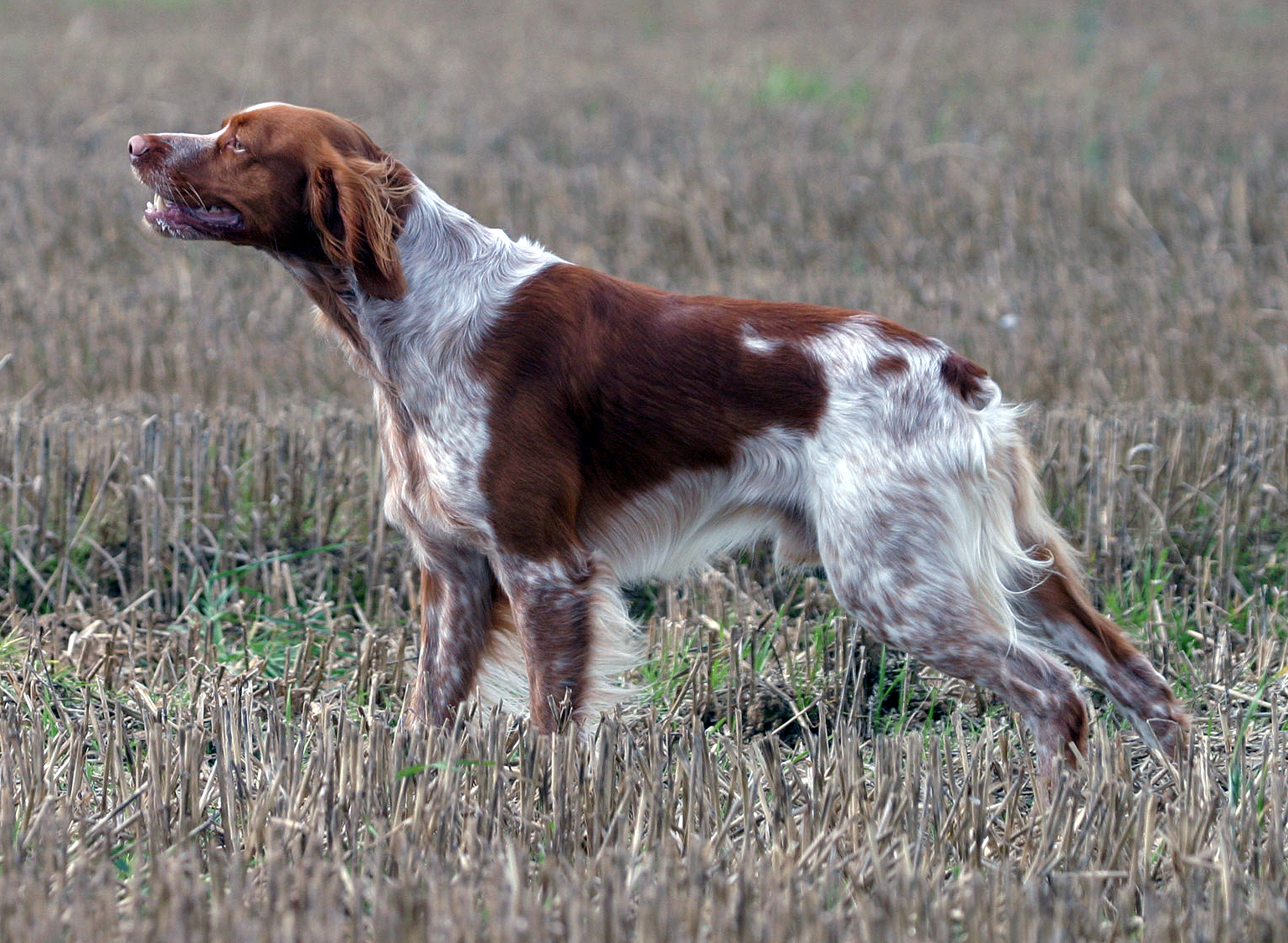
Breton, stående fågelhund av spanieltyp.
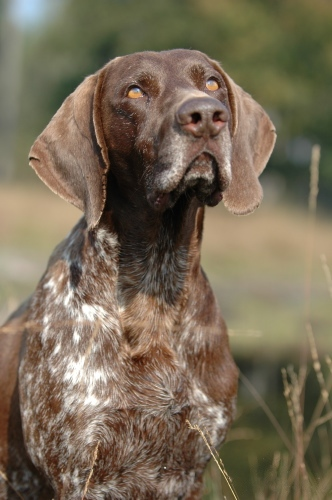
Korthårig vorsteh, stående fågelhund av braquetyp.
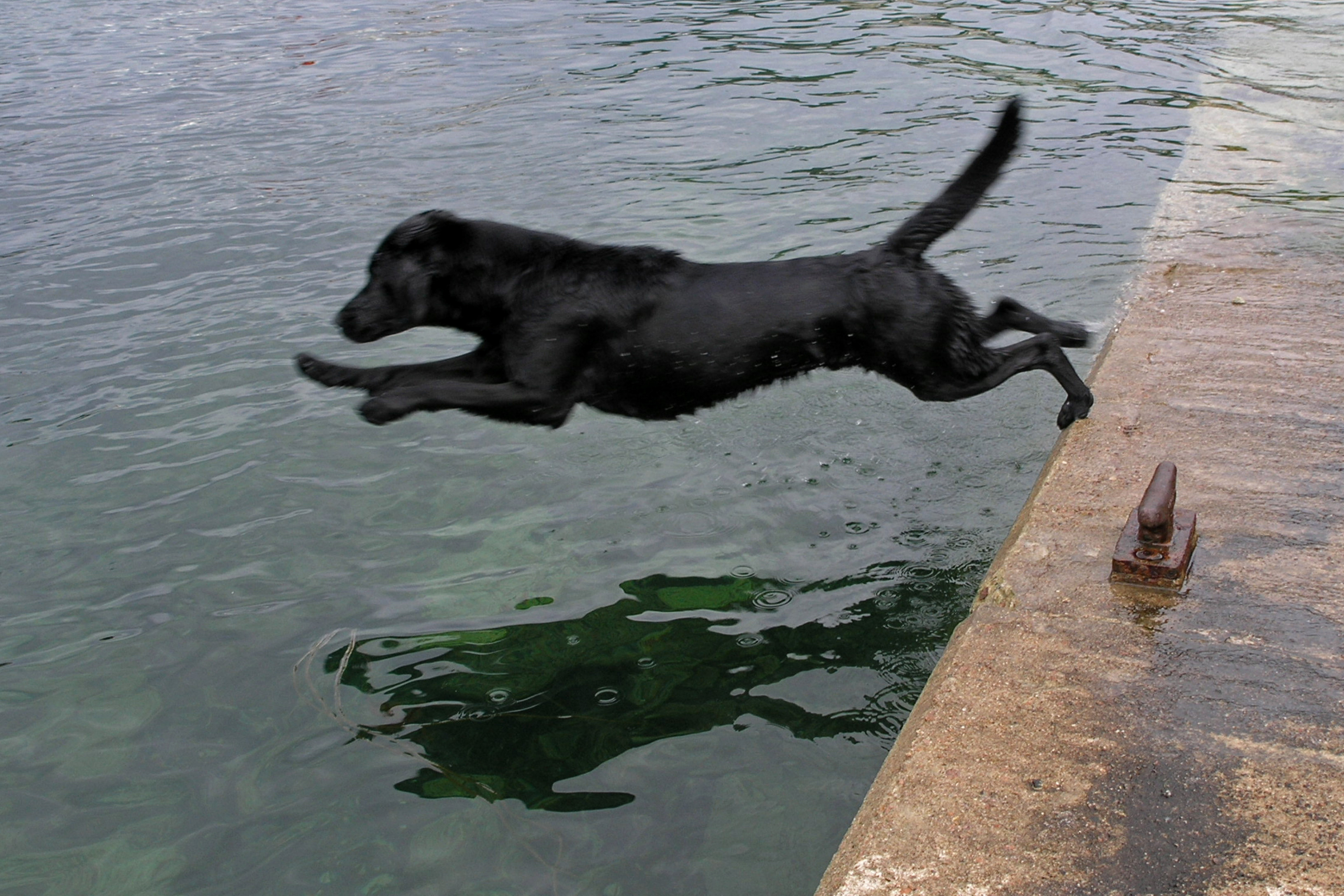
Labrador retriever, apporterande hund.
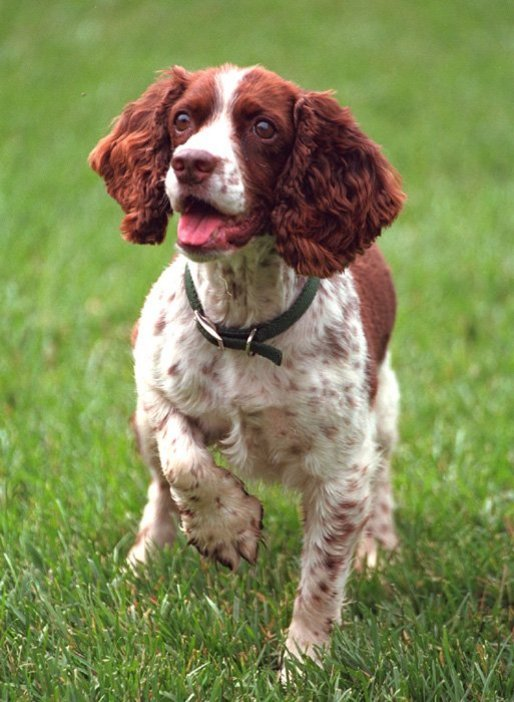
Engelsk springer spaniel, stötande hund.
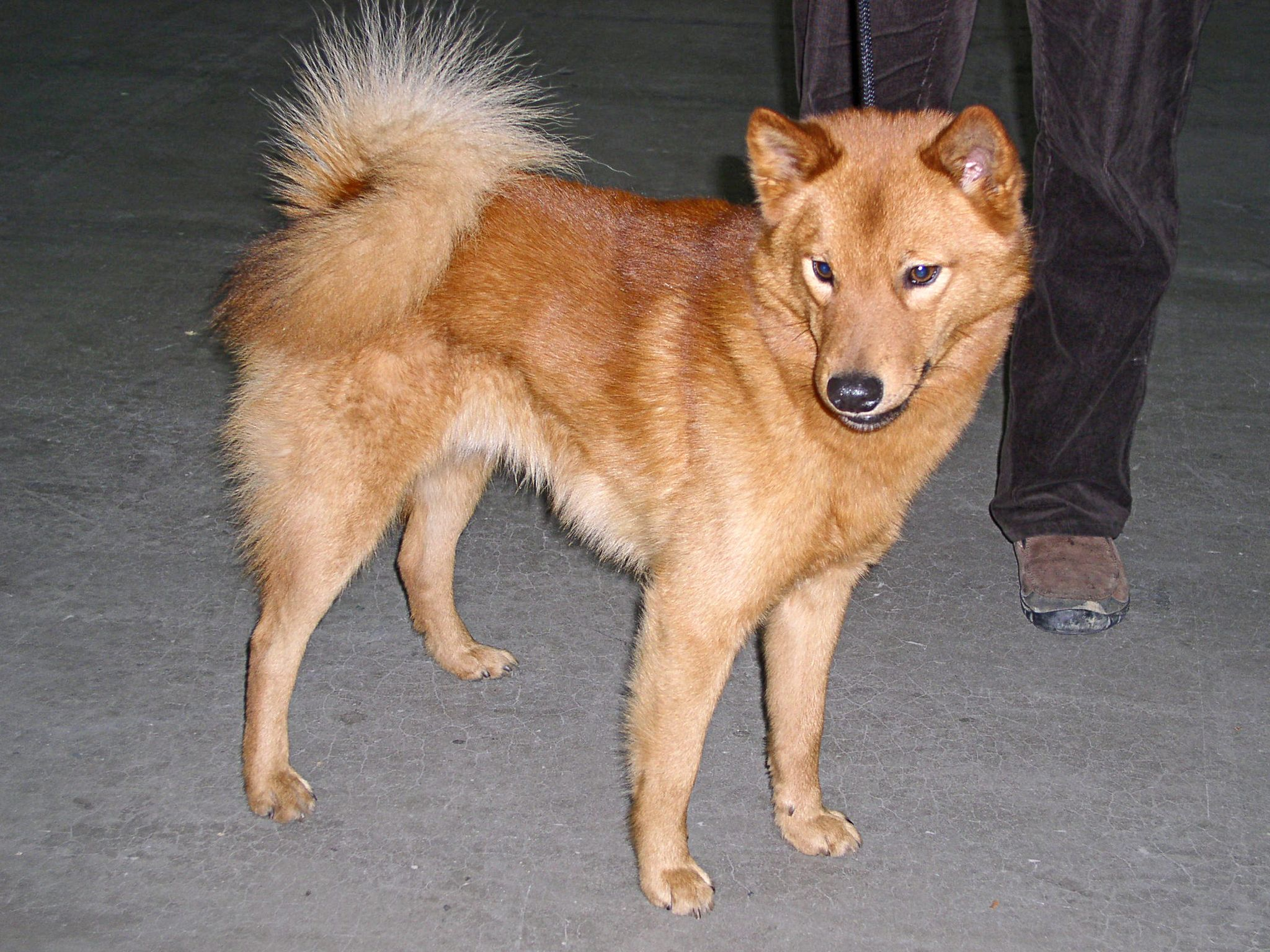
Finsk spets, skällande fågelhund.